# هیرششپرونگ (آلمان)
هیرششپرونگ (به آلمانی: Hirschsprung) یک منطقهٔ مسکونی در آلمان است که در آلتنبرگ (زاکسن) واقع شده‌است. هیرششپرونگ ۱۱۶ نفر جمعیت دارد.